# August Vidal i Roget
August Vidal i Roget (Llagostera, 1909 - Barcelona, 1976) va ser professor de literatura i pedagog i ha estat un dels traductors del rus més prestigiosos al costat d'Andreu Nin.

## Biografia
Als 13 anys marxà a Girona per exercir de barber i estudiar a la Normal. Més tard estudià Pedagogia i Psicologia a Madrid i el 1933 va guanyar una beca per estudiar a Alemanya, mentre Hitler ascendí al poder. Es va afiliar a la Federació de Treballadors de l'Ensenyament (FETE), arribant a formar part de la seva comissió executiva. Va ser delegat de la Internacional de Treballadors de l'Ensenyament a París el 1936. Després de l'esclat de la Guerra civil es va unir al PCE. Durant la contesa va ser comissari polític de la 45a Divisió internacional, així com d'altres unitats militars.
La seva vinculació política al bàndol dels derrotats en la Guerra Civil Espanyola va fer que s'exiliés a l'URSS, on es va casar amb Aquilina Fernàndez. A l'URSS donà classes de llengua castellana en diversos instituts i després a la universitat. Va retornar a Llagostera el 29 de maig de 1957. Patí la marginació dels exiliats i un any després marxà a Barcelona. El 1976 va ser convidat pel Bell Matí per a pronunciar una conferència però fou prohibida.

## Obra
Va traduir del rus Dostoievski (les obres completes), Txékhov, Gogol, Gorki, Pasternak, Soljenitsin i Tolstoi, entre d'altres, a més d'obres de filosofia, ciència, ciències socials i periodisme. També va col·laborar en la traducció de llibres de l'alemany al castellà amb el psicòleg Ferenc Oliver Brachfeld, que visità Llagostera el 1933.